# Rua Garrett
La Rua Garrett est une rue du centre de Lisbonne. Elle part de la Rua do Carmo et de la Rua Nova do Almada, à 210 mètres à l'ouest en montant jusqu'au Largo do Chiado.

## Description
Avec le Largo do Chiado, la rue forme le centre du quartier du Chiado et s'est développée à proximité de l'Opéra (Teatro Nacional de São Carlos) ainsi que du Teatro São Luiz et du Teatro da Trindade devenant au XXe siècle le centre culturel de la ville. On y trouve les librairies les plus célèbres de Lisbonne, dont la Livraria Bertrand, fondée en 1732, la plus ancienne librairie du monde. Le Café A Brasileira, ouvert en 1905, est devenu un lieu de rencontre pour les artistes. Plus récemment, la rue a pris le caractère d’une élégante rue commerçante. On y trouve également la Basilique de Nossa Senhora dos Mártires, qui a succédé à la première église de Lisbonne édifiée juste après la Reconquête.

## Nom
À l'origine, la rue s'appelait Rua do Chiado et Rua das Portas de Santa Catarina. A l'occasion des commémorations du 30ème anniversaire de la mort du poète Almeida Garrett (1799-1854), elle fut rebaptisée Rua Garrett par résolution du conseil municipal le 14 juin 1880.

## Source de traduction
- (de) Cet article est partiellement ou en totalité issu de l’article de Wikipédia en allemand intitulé « Rua Garrett » (voir la liste des auteurs).